# Oracze (Toszek)
Oracze (deutsch Oratsche) ist ein Stadtteil der oberschlesischen Stadt Toszek (Tost). Oracze befindet sich nördlich der Altstadt und am Ort fließt der Toster Bach (Toszecki Potok) vorbei.

## Geschichte
1865 hatte der Ort drei Dreiviertelbauern, zwei Halbbauern, zehn Gärtner, vier Ackerhäusler und zehn Angerhäusler. Außerdem befand sich zu diesem Zeitpunkt eine Wassermühle im Ort. Die Einwohner waren nach Tost eingepfarrt und eingeschult.
Bei der Volksabstimmung in Oberschlesien am 20. März 1921 stimmten 93 Wahlberechtigte für einen Verbleib bei Deutschland und 70 für die Zugehörigkeit zu Polen. Oratsche verblieb beim Deutschen Reich. Oratsche war bis 1926 eine eigene Gemeinde. Am 1. April 1926 wurde Oratsche in die Stadt Tost eingegliedert. In den 1930er Jahren wurde Oratsche zusammen mit dem benachbarten Danieletz in Vorstadt Eichendorff umbenannt. Bis 1945 befand sich der Ort im Landkreis Tost-Gleiwitz.
1945 kam der bisher deutsche Ort unter polnische Verwaltung und wurde der Woiwodschaft Schlesien angeschlossen und in Oracze umbenannt. 1950 kam der Ort zur Woiwodschaft Kattowitz. 1999 kam der Ort zum wiedergegründeten Powiat Gliwicki und zur neuen Woiwodschaft Schlesien. 2009 hatte Oracze 520 Einwohner.

## Sehenswürdigkeiten und Denkmale
- Neogotische Wegkapelle aus dem Jahr 1870
- Wegkreuz aus Metall aus dem Jahr 1875 mit Umzäunung aus Metall, gespendet durch einen Herrn Weiss.
- Wegkreuz aus Metall, ca. 1880
- In Oratsche befand sich eine Büste Eichendorffs, die seit dem Ende des Zweiten Weltkriegs jedoch verschwunden ist.